# Hrvatska automobilska industrija
Automobilska industrija u Hrvatskoj zapošljava oko 10.000 ljudi u preko 130 tvrtki. AD Klaster i Zajednica proizvođača dijelova i pribora za automobilsku industriju u Sektoru za industriju pri Hrvatskoj gospodarskoj komori zapošljavaju oko 6000 zaposlenika i ostvaraju prihod od preko pola milijarda eura. U Hrvatskoj djeluje i tvrtke koje nisu dio AD Klaster-a, poput AVL, CETITEC, Saint Jean Industries, König Metall, Lipik Glas, Nexus, Yazaki, LTH, Multinorm, Institut RT-RK, Galo industries, itd.  
Hrvatska uglavnom proizvodi automobilske dijelove i software za inozemno tržište, prvenstveno za Europsku uniju i europsku automobilsku industriju. Dva najistaknutija proizvođača automobila u Hrvatskoj su DOK-ING i Rimac Automobili, dok AZ CROBUS proizvodi autobuse. Automobilska industrija je 2019. godine činila 9,5% udjela u ukupnome izvozu Hrvatske. Oko 90% prihoda automobilske industrije ostvaruje se izvozom.
Proizvođači automobilskih dijelova u Hrvatskoj dobro su umreženi u svjetski lanac opskrbe automobilskih dijelova, poput AD Plastik koji proizvodi dijelove za BMW, Citroen, Daciju, Fiat, Ford, Mitsubishi, Nissan, Opel, Peugeot, Renault, Volkswagen i mnogo druge proizvođače ili Lipik Glas koji proizvodi vjetrobrane za Aston Martin, Alfa Romea, Bentley, Ferrari, London Electric Vehicle Company, McLaren and Spyker.

## Povijest
Između i nakon svjetskih ratova nastala su mnoga automobilska poduzeća i proizvedbeni pogoni, od kojih su najznačajniji bili Tvornica motora Zagreb (TMZ) i Tvornica autobusa Zagreb (TAZ), oba dvoje iz Zagreba.
Tvornica autobusa Zagreb osnovana je 1948. godine te je iste godine počela s proizvodnjom pod imenom Autokaroserija Zagreb. Oko 1980. godine zapošljavala je oko 1200 radnika. Godišnja proizvodnja se kretala između 500 i 900 autobusa. Proizvedeni autobusi izvozili su se u Saudijsku Arabiju, Siriju, Egipat, Alžir, Zambiju, Čehoslovačku, Veliku Britaniju, Dansku, Irsku, Finsku i Narodnu Republiku Kinu. Tvornica autobusa Zagreb je prestala s radom 2000. godine. Druge tvrtke, kao što su Đuro Đaković proizvodne vojna vozila, kao što su tenk M-95 Degman i pod licencom borbeno oklopno vozilo na kotačima Patria AMV. Riječka tvrtka Torpedo je tijekom Domovinskoga rata proizvodila Laka oklopna vozila. 
Godine 2003. Vlasnik IPIM d.o.o. proizveo je prvi hrvatski komercijalni automobil na osnovi Kia Bonga. Automobil je dizajniran za promotivne svrhe. Automobil je dugačak 4,5 metara, a pokreče ga dizelski Kia motor obujma 2,7 litara koji razvija 80 KS. Automobil se prodavao za cijenu od 42.500 €, a uglavnom se izvozio u europske države.
Godine 2012. Hrvatska je razvila svoj prvi električni gradski konceptni automobil DOK-ING Loox. Prvi model kupio je Fakultet elektrotehnike i računarstva. Godine 2015. tvrtka je proizvela dva električna autobusa za grad Koprivnicu u sklopu projekta Civitas Dyn@mo. U narednim godinama DOK-ING je počeo proizvoditi razna električna vozila, poput komunalnih vozila, autobusa, mopeda i bicikla za inozemno tržište. 
Godine 2013. AZ CROBUS je potpisao desetogodišnji ugovor s Irakom vrijedan 2,1 milijardu kuna. Prema ugovoru u narednih 5 godina AZ CROBUS bi trebao isporučiti 2000 autobusa. Pojedinačna cijena autobusa iznosi 145.000 €. Prvi autobus je isporučen iste godine.
Iste godine, Rimac Automobili je proizveo Rimac Concept One, dvosjedni električni, sportski automobil visoke performanse. Rimac Concept One je opisan kao prvi superautomobil na struju u svijetu. Rimac Concept One je bio najbrže ubrzavajući električni automobil do 2015. godine. Automobil je prvi hrvatski automobil u povijesti koji je izvezen u inozemstvo. Godine 2016. prodani su svih 8 proizvedenih primjeraka. Tvrtka je 2015. godine na Međunarodnome salonu automobila u Ženevi predstavila poboljšani Rimac Concept S. Tvrtkina podružnica Greyp Bikes je također započela s proizvodnjom i izvozom vlastitih električnih bicikla visoke performanse. Trgovine Greyp Bikesa otvorene su u državama, poput Ujedinjenoga Kraljevstva, Švicarske, Norveške i Luksemburg.  Rimac Automobili također proizvodi motore i druge električne dijelove za druge tvrtke, poput tekućega hladnoga akumulatora za Koenigsegg, za koji se tvrdi da je za koji se tvrdi da je najmoćniji akumulator na svijetu. Godine 2017. Rimac Automobili su proizvodili baterijske sustave za Aston Martin. Rimac Automobili također proizvodi čitava vozila za druge tvrtke, poput Applus Volar-E za Applus+ IDIADA.

## Proizvođači

### Trenutačni
- AZ CROBUS
- DOK-ING
- Đuro Đaković
- Hittner
- Rimac Automobili

### Bivši
- IPIM
- Tomo Vinković
- Torpedo
- Tvornica autobusa Zagreb